# نائولا
نائولا (به لاتین: Naula) یک منطقهٔ مسکونی در سری‌لانکا است که در استان مرکزی (سری‌لانکا) واقع شده‌است. نائولا ۳۰۱ متر بالاتر از سطح دریا واقع شده‌است.